# Vestdijkkring
De Vestdijkkring is 2 februari 1972 opgericht. Het doel van deze vereniging is de belangstelling voor, de kennis van en het inzicht in het werk van Simon Vestdijk te bevorderen. 

## Activiteiten
Na de jaarlijkse algemene ledenvergadering van de Vestdijkkring in maart is er een lezing over het werk van Vestdijk. Daarnaast is de Vestdijkkring actief betrokken bij twee prijsuitreikingen in Harlingen: de Anton Wachterprijs voor debuterende auteurs en de Ina Dammanprijs voor de persoon die ‘een aantoonbare bijdrage heeft geleverd aan het in stand houden van de kennis over en de belangstelling voor de persoon en het werk van Simon Vestdijk’. Tevens organiseert de Vestdijkkring samen met anderen (zoals de School voor Wijsbegeerte (Leusden), de Jan Campertstichting (Den Haag), het Louis Couperus Genootschap en de Willem Brakmankring) regelmatig Vestdijksymposia over diverse thema’s, zoals:
- De relatie Proust-Vestdijk en de relatie Buwalda-Vestdijk
- De toekomst der religie
- Vestdijk en Mahler
- Vestdijk en de muziek
- Simon Vestdijk als vertaler
- Vestdijk op het raakvlak van literatuur en filosofie
- Vestdijk en de anderen, de relatie tussen Vestdijk en schrijvers van nu
- Vestdijk en Frankrijk
- Vestdijk en Forum
- Vestdijk en De zieke mens in de romanliteratuur

## Leeskringen
Ten slotte is er in Nederland een aantal regionale Vestdijkleeskringen. Na een inleiding wisselen deze leeskringen van gedachten over een boek of onderwerp van de schrijver. De besproken onderwerpen resulteren geregeld in publicaties in de Vestdijkkroniek. Dit tijdschrift wordt uitgegeven door de Vestdijkkring. Het verschijnt tweemaal per jaar. In dit tijdschrift verschijnen artikelen over het werk en het leven van Vestdijk. Daarnaast zijn er vaste rubrieken voor het verenigingsnieuws, berichten, ingezonden brieven, Vestdijkania en dergelijke.

## Voorzitters
- ca. 1985 - ca. 1990 Wim Bronzwaer
- ca. 1990 - ca. 1999 Willem Huberts
- ca. 1999 - ca. 2003 Hans Visser
- ca. 2003 - heden Hans van Velzen